# Рикардо Кучола
Рикардо Кучола (на италиански: Riccardo Cucciolla) е италиански филмов актьор. Носител е на наградата за най-добър актьор на Фестивала в Кан през 1971 г. за изпълнението си във филма „Сако и Ванцети“.

## Биография
Роден на 5 септември 1924 г. в Бари, Южна Италия. Завършва право. Работи различни неща, от 1946 г. нататък като говорител в радио предавания, за дублаж и в документални филми. След множество театрални работи той е нает за поддържащи роли в няколко италиански филма през 50-те години. Същинската му филмова кариера като актьор започва през 1963 г. с главна роля в италианско-съветския военен филм Italiani brava gente. Преди това той работи като един от най-трудолюбивите актьори в младата италианска телевизионна индустрия, където остава свързан с оригинален материал, театрални адаптации и сериали до 80-те години. След като работи предимно във филмовия бизнес през 70-те години, Кучола се насочва по-интензивно към сцената през следващото десетилетие, където също така организира вечери за четене и рецитация, записва дублажи и подкрепя млади режисьори при техните (телевизионни) дебюти.
Кучола става международно известен през 1971 г. като актьор, който играе Никола Сако в политическата, документална и правна драма „Сако и Ванцети“, режисирана от Джулиано Монталдо, за която той получава наградата за най-добър актьор на 24-тия филмов фестивал в Кан. Кучола участва и в други филми със социално критичен произход, въпреки че нито един от тях не е постигнал значението на „Сако и Ванцети“.
Умира на 17 септември 1999 г. в Рим.

## Избрана филмография
| Филми                               | Филми             | Филми              |
| Заглавие                            | Режисьор          | Година на издаване |
| ----------------------------------- | ----------------- | ------------------ |
| Прелъстителят                       | Франко Роси       | 1954               |
| Италианци, добри хора               | Джузепе Де Сантис | 1964               |
| Лъжецът                             | Луиджи Коменчини  | 1965               |
| Сако и Ванцети                      | Джулиано Монталдо | 1971               |
| Разследването е приключено: Забрави | Дамяно Дамяни     | 1971               |
| Нощ над града                       | Жан-Пиер Мелвил   | 1972               |
| Борсалино и Ко.                     | Жак Дере          | 1974               |
| Братът на нашия Бог                 | Кшищоф Зануси     | 1997               |

## Дискография
| Сингли & EPs                    | Сингли & EPs                                     | Сингли & EPs                      | Сингли & EPs       |
| Заглавие                        | Автори                                           | Издател                           | Година на издаване |
| ------------------------------- | ------------------------------------------------ | --------------------------------- | ------------------ |
| Anacreonte                      | Bruno Gentili, Riccardo Cucciolla                | Istituto Internazionale Del Disco | 1960               |
| Gottfried Keller – Due Leggende | Riccardo Cucciolla                               | Istituto Internazionale Del Disco | 1960               |
| A Te, Mamma!                    | Armando Romeo, Riccardo Cucciolla, Wanda Vismara | Disco Caravan                     | 1966               |
| La Ballata Di Sacco E Vanzetti  | Riccardo Cucciolla                               | Philips                           | 1971               |